# Nazzano
Nazzano é uma comuna italiana da região do Lácio, província de Roma, com cerca de 1.261 habitantes. Estende-se por uma área de 12 km², tendo uma densidade populacional de 105 hab/km². Faz fronteira com Civitella San Paolo, Fiano Romano, Filacciano, Montopoli di Sabina (RI), Ponzano Romano, Sant'Oreste, Torrita Tiberina.

## Demografia
| Variação demográfica do município entre 1861 e 2011                               |
|                                                                                   |
| Fonte: Istituto Nazionale di Statistica (ISTAT) - Elaboração gráfica da Wikipedia |